# Timothy Sullivan (Politiker)

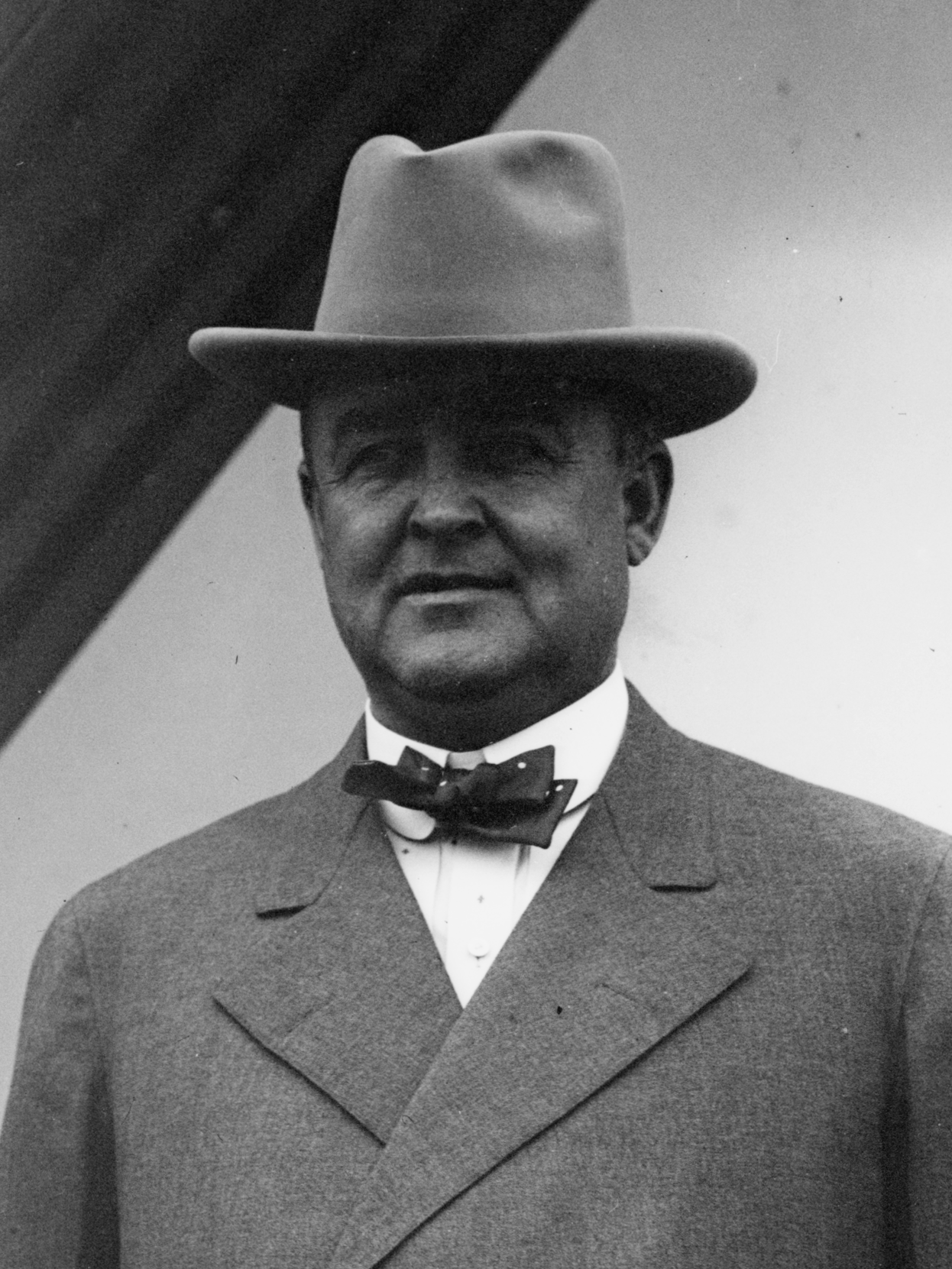
„Big Tim“ Sullivan

Timothy Daniel Sullivan (* 23. Juli 1862 in New York City; † 31. August 1913 ebenda) war ein US-amerikanischer Politiker. Zwischen 1903 und 1906 sowie im Jahr 1913 vertrat er den Bundesstaat New York im US-Repräsentantenhaus.

## Werdegang
Timothy Sullivan besuchte die öffentlichen Schulen seiner Heimat. Er begann seinen beruflichen Werdegang als Schuhputzer und Zeitungsverkäufer in Manhattan. Bald stieg er in der Geschäftswelt auf. Als er etwa 25 Jahre alt war, war er Besitzer oder Teilhaber an sechs Saloons. Politisch wurde er Mitglied der Demokratischen Partei und der in New York City sehr einflussreichen und korrupten Tammany Hall Organisation. Für diese kontrollierte er die Low East Side. Dabei baute er seine eigene politische Seilschaft auf. Er war auch an illegalen Aktivitäten wie Wahl und Wettbetrug oder illegalem Glücksspiel beteiligt. Zeitweise kontrollierte er sogar durch seinen Einfluss auf die Banden jener Zeit die meiste Kriminalität in New York City. Daneben wurde er ein erfolgreicher Geschäftsmann in der Immobilienbranche, im Theatergeschäft, im Boxsport und bei Pferderennen. Die legalen und illegalen Geschäfte waren dabei miteinander verwoben. Sullivan nutzte seine Machtstellung auch für eine politische Laufbahn. Von 1886 bis 1894 war er Abgeordneter in der New York State Assembly und von 1894 bis 1903 sowie zwischen 1909 und 1912 gehörte er dem dortigen Staatssenat an.
Bei den Kongresswahlen des Jahres 1902 wurde Timothy Sullivan als Kandidat seiner Partei im achten Wahlbezirk des Staates New York in das US-Repräsentantenhaus in Washington, D.C. gewählt, wo er am 4. März 1903 die Nachfolge von Thomas J. Creamer antrat. Nach einer Wiederwahl konnte er bis zu seinem Rücktritt am 27. Juli 1906 im Kongress verbleiben. Im Jahr 1912 wurde er im dreizehnten Wahlbezirk erneut in den Kongress gewählt. Die Legislaturperiode begann am 4. März 1913, aber Sullivan hat an keiner Sitzung mehr teilgenommen. Zu diesem Zeitpunkt war er bereits im tertiären Stadium einer Syphiliserkrankung. Er starb am 31. August 1913 unter mysteriösen Umständen. Sullivan wurde von einem Zug überfahren. Es blieb offen, ob er schon tot auf die Gleise gelegt worden war, oder ob es sich um Selbstmord handelte. Damit kann weder Mord noch Suizid ausgeschlossen werden.